# Rádióhullámok terjedése a kozmikus térségben

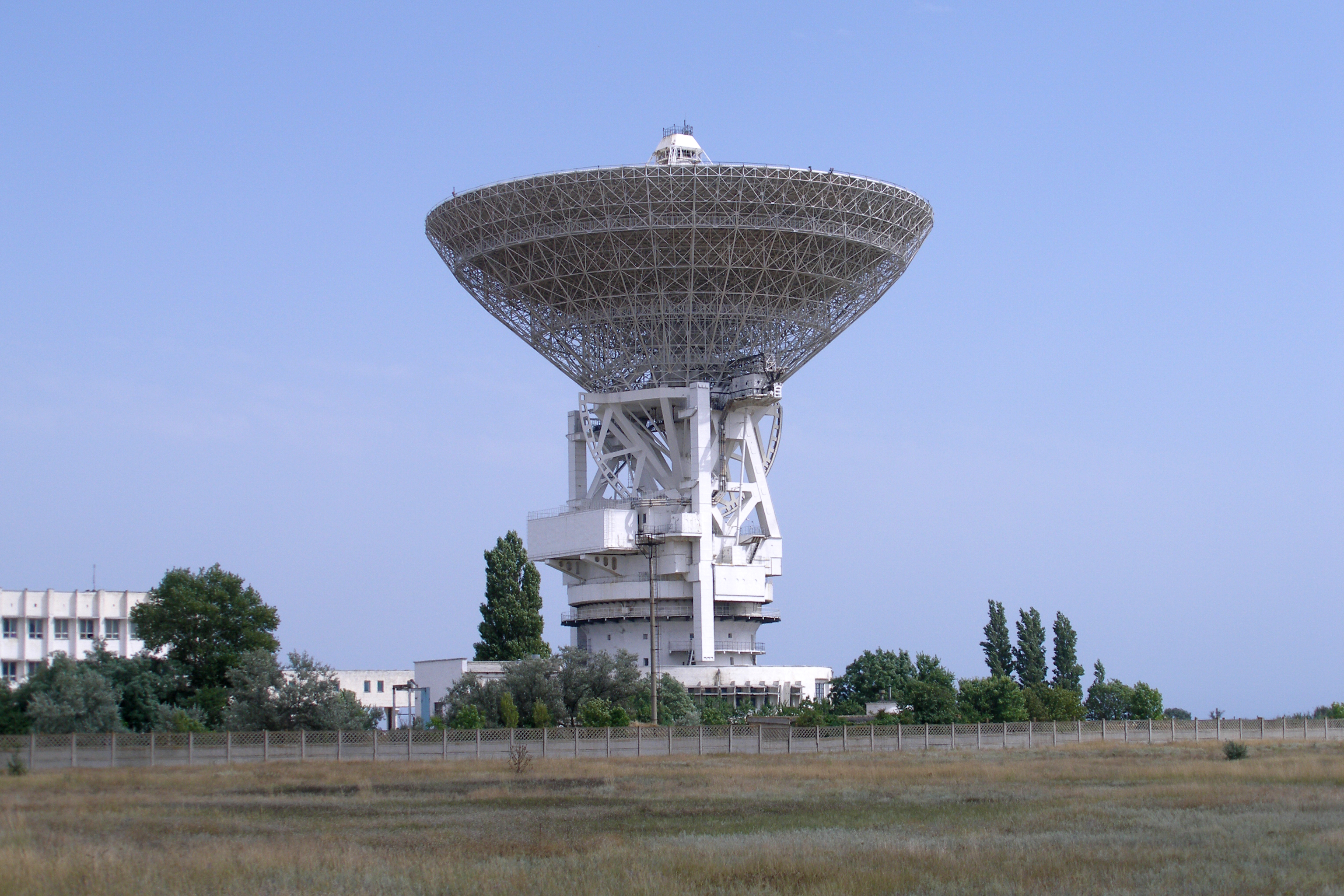
Vitino, RT-70 rádióteleszkóp (bolygó-radar)

Az emberiség az utóbbi fél évszázadban jelentős lépéseket tett a világűr megismerése érdekében. Az erőfeszítéseket számos siker koronázta, és számtalan olyan technológiai eszköz jött létre, melyek működtetéséhez elengedhetetlenül fontos mind a Föld légkörének, mind a kozmikus térségnek pontos ismerete. Mind az űrtávközlés, mind a rádiócsillagászat szempontjából a légkör és a világűr rádióhullámokat hordozó közegnek minősül.

## Átmenet a légkör és a világűr között[1]
A Föld légköre és a kozmikus térség között pontos határvonal nem húzható, a légkör fokozatosan ritkul. Az elektromágneses hullámok terjedése szempontjából a fokozatosan ritkuló légkörnek is hatása van a Föld-Űr Űr-Föld tipusú összeköttetésekre.

### A légkör hatása a terjedés nyomvonalára
A légkör ritkulásával fokozatosan csökken a légkör törésmutatója, ennek következtében ha a rádióhullámok nem a zenit felől érkeznek, illetve nem a zenit irányában történik a kisugárzása, akkor a sugárzás trajektóriája elgörbül. A légkör alsó részén a görbülés erősebb, mint a felső légkörben.
| | |
| A Föld-Űr, Űr-Föld kommunikációban a legideálisabb, ha a zenit irányában történik. Ilyenkor - a legrövidebb a Föld légkörében megtett szakasz, és a legkisebb a légkör általi csillapítás - a sugár nyomvonala egyenes - a sugárzás iránya pontosan az eszköz irányába mutat. | Minél inkább eltér a sugárzás iránya a zenittől, a nyomvonal annál inkább elgörbül. Ez az elgörbülés nem frekvenciafüggő, így az antenna beállítási iránya kiszámítható a törés törvényeit figyelembe véve a szokásos trigonometrikus képletekkel. A sugárzás iránya minél inkább közelebb esik a horizonthoz, annál hosszabb a rádióhullámok légkörben megtett útja, így annál inkább érvényesül a légkör csillapító hatása. A légkör csillapító hatása frekvenciafüggő. |

### A Föld légkörének átlátszósága
A Föld légköre nem minden frekvencián egyformán átlátszó. Ez a frekvenciafüggés nem lineáris, nem számítható ki, és időben is változó lehet. A légkör tulajdonságai behatárolják, hogy milyen frekvenciatartományt használjanak űrtávközlésre vagy rádiócsillagászatra.
Fontos tényező még az ionoszféra, amelynek átlátszóságát befolyásolja az űridőjárás.
| fmin    | fmax    | Ionoszféra | Légkör |
| ------- | ------- | --- | --- |
| 0       | 10 MHz  | Ebben a frekvenciatartományban az ionoszféra nem átlátszó, a kozmikus tér irányában nem valósítható meg semmilyen összeköttetés.                                 | A légkör teljesen átlátszó, nincs csillapítás |
| 10 MHz  | 30 MHz  | Ebben a frekvenciatartományban az ionoszféra átlátszósága napszak és évszakfüggő, valamint a napfoltok is jelentős hatással vannak az ionoszféra átlátszóságára. | A légkör teljesen átlátszó, nincs csillapítás |
| 30 MHz  | 50 MHz  | Napfoltmentes időszakban az ionoszféra minden napszakban és évszakban átlátszó, viszont a napfoltos években ez az átlátszóság megszűnik.                         | A légkör teljesen átlátszó, nincs csillapítás |
| 50 MHz  | 100 MHz | Az ionoszféra átlátszó, csak extrém napkitörésekkor szűnik meg az ionoszféra átlátszósága.                                                                       | A légköri inverziók enyhe csillapítást gyakorolhatnak. |
| 100 MHz | 1 GHz   | Az ionoszféra mindig átlátszó. | A légköri inverziók enyhe csillapítást gyakorolhatnak. |
| 1 GHz   | 5 GHz   | Az ionoszféra mindig átlátszó. | A légköri inverziók enyhe csillapítást gyakorolhatnak. |
| 5 GHz   | 30 GHz  | Az ionoszféra mindig átlátszó. | Eső, köd, csillapítja az átvitelt, jelentős csillapítás csak extrém időjárási körülmények között. |
| 30 GHz  | 100 GHz | Az ionoszféra mindig átlátszó. | A frekvencia növekedésével az időjárási jelenségek egyre inkább csillapítják az átvitelt. |
| 100 GHz |         | Az ionoszféra mindig átlátszó. | A frekvencia növekedésével a tiszta légkör csillapító hatása is jelentősen növekszik. A csillapítás növekedése nem lineáris, vannak olyan frekvenciatartományok, ahol a légkör nem átlátszó, és vannak olyan frekvenciatartományok, amelyeken a terjedés csillapítatlan, ún. "átlátszó ablakok". |

### Meteorok[2]
Meteorbecspódáskor a légkörben a becsapódás nyomvonalán ionizált gázok keletkeznek, amelyekről a rádióhullámok visszaverődnek. Ha a becsapódás nyomvonala és a Föld-Űr-Föld kommunikáció útvonala keresztezi egymást, akkor az elhalkulást, vagy kiesést okozhat néhány másodpercre, esetleg 1-2 percre.
Az űrben keringő mikrometeorok méretükből adódóan nem gyakorolnak hatást a rádiófrekvenciás összeköttetésekre.

### Ionizáció miatt létrejövő rádiócsend
A Föld légkörébe nagy sebességgel belépő űreszköz körül ionizált gázréteg jön létre, ezért egy ideig elvesztik vele a rádiós összeköttetést.

## A Föld körüli térség

### Terjedés mágneses erővonalak mentén[1]
A Van-Allen övezetben a Föld mágnesességének hatására ionizált, töltött részecskék áramlanak. A sugárzási öveken belül ezeknek a részecskéknek az eloszlása nem homogén, hanem a mágneses erővonalak mentén felgyülemlenek. Egy-egy erővonal a Föld északi féltekétől a déli féltekig terjed. Az alacsonyfrekvenciás rádióhullámok az erővonalak mentén felgyülemlett, koncentrált vonalak között, oda-vissza pattogva eljutnak a Föld egyik féltekétől a másik féltekéig.
Ezeknek a rádióhullámoknak mind az adása, mind a vétele csak a mágneses pólusok környékén valósíthatók meg. A távközlésben nincs jelentőségük, mivel csak néhány 10 kHz alatt figyelhető meg ez a jelenség, így nagyon kevés az átvihető információ, mindemellett a jelenség észlelése nagy méretű antennákat igényel mind az adó, mind a vevő oldalon.

### Föld - Hold - Föld összeköttetések
Föld - Hold - Föld összeköttetésről akkor beszélünk, amikor a Földről a Hold irányába sugárzunk, és a Földön a Holdról visszavert jelet vesszük.

### Föld - Hold, Hold - Föld összeköttetések
Föld - Hold, Hold - Föld összeköttetésről akkor beszélünk, amikor a Földről sugárzunk a Hold felé, amit Holdra vitt, vagy oda telepített eszköz vesz, illetve a Holdon lévő eszköz jeleit a Földön vesszük.
Az ilyen kapcsolat sokkal stabilabb, és erősebb, mint az EME, hiszen ilyenkor már a Holdon is a rendelkezésre áll egy megfelelő teljesítményű adóberendezés, illetve a hozzá tartozó, megfelelő méretű antenna.

## Naprendszer[1]

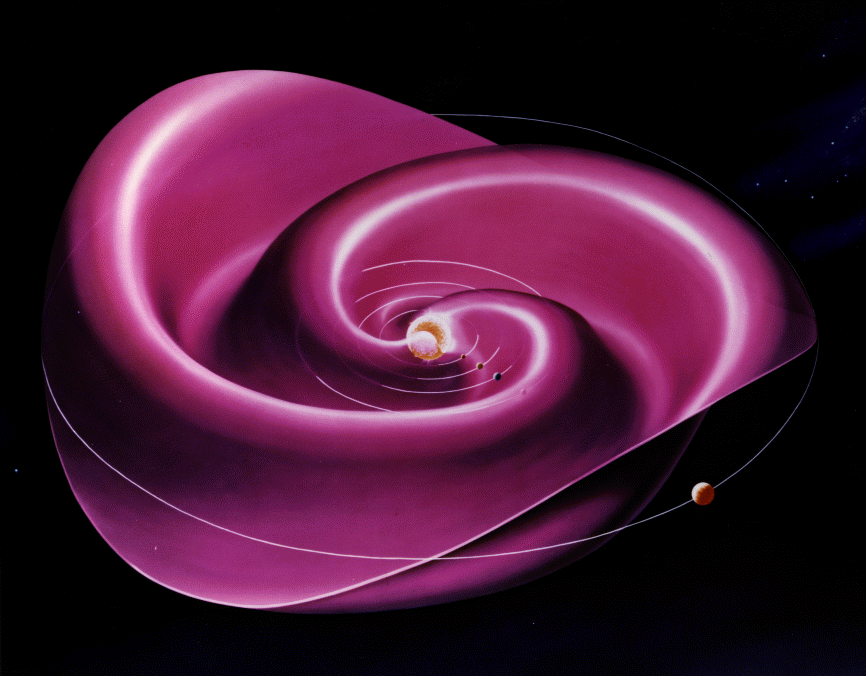
Mágneses erőterek a Naprendszerben

A Nap légkörének határvonala sem nem határolható be egy éles határvonallal, az átmenet itt is fokozatos. A Nap körüli kozmikus térség igen bonyolult felépítésű, ezt a térséget mágneses terek és plazmafolyamok töltik ki, amelyek a Nap ritka légkörét képezik. Ez a légkör legalább a Mars pályályáig terjed ki.
A Nap nyugalmi állapota esetén a bolygóközi mágneses erőtér erővonalai archimédeszi spirális alakúak, és a nagy energiájú részecskék ezeknek a spirálisoknak a mentén mozognak. Napkitörések esetén ezek a spirálok összezavarodnak. A mágneses tér és a plazmasűrűség inhomogén lesz.
Az ionizált, vagy nagyenergiájú részecskék egy adott határfrekvencia alatt befolyásolják a rádióhullámok terjedését, átlátszatlan, illetve visszaverő közeget képezhetnek. Ez a határfrekvencia néhány 10 kHz körül van, az ionizált részecskék sűrűségétől függően.  Ennek tanulmányozása a Földről nem valósítható meg, hiszen ez a határfrekvencia a földi ionoszféra áteresztőképességének határfrekvenciája (10 - 30 MHz)  alatt van. Ezt a határfrekvenciát nevezik kritikus frekvenciának, vagy plazmafrekvenciának.
A Naprendszer bolygóközi térségében a töltött részecskék koncentrációja lényegesen kisebb mint a földi ionoszférában. Ez a koncentráció minél nagyobb, annál nagyobb frekvenciájú rádióhullámokra képes hatást gyakorolni.
A kozmikus térség átlátszósága a Naprendszerben, és a Föld körüli űrben is nagyságrendekkel jobb, mint a Föld légkörének átlátszósága.

### Terjedés bolygók, holdak felszínén
Más bolygók, holdak felszínén más-más terjedési viszonyok uralkodnak, a különböző rádiófrekvenciás sávok felhasználása, terjedés alapján történő beosztása eltér a Földön megszokottól. Egy bolygó vagy hold felszínén kiépítendő távközlési hálózatok tervezésénél teljesen más körülményeket kell feltételezni, mint a Földön.
- Rádióhorizont: Mivel a bolygók, holdak méretei eltérnek, így a rádióhorizont mérete is más lesz mint a Földön. Közvetlen hullámú rádiós összeköttetések tervezésekor ez kritikus szempont.
- Légköri hatások: Különböző bolygók légkörének fizikai, kémiai tulajdonságai eltérőek, így minden bolygó felszínén más légköri terjedések adódnak. Légkör hiánya esetén pedig nem kell légköri hatásokkal számolni, így horizonton túli összeköttetés légköri terjedés útján nem valósítható meg.
- A bolygók vagy holdak talaja más-más összetételű, így a felületi hullámterjedés vagy a talajreflexió is másként alakul, mint a Föld felszínén.

### Bolygóközi kommunikáció
A bolygóközi kommunikáció megvalósítása az adott bolygók légköri terjedésének ismeretén felül csillagászati ismereteket is igényel. Ismerni kell hogy
- X bolygó felszínének adott pontja mely időintervallumokban látható Y bolygó felszínének adott pontján. Egy másik bolygóra telepített eszközzel történő kommunikáció segítésére a bolygó körül műholdat állítanak pályára.
- X bolygón ismerni kell, hogy a kommunikáció időpontjában milyen irányszögből ( eleváció és azimut) látszik Y bolygó. Továbbá a látszólagos mozgását is ismerni, követni kell. Y bolygón is ismerni kell ugyanezeket az adatokat X bolygóról.
- X-Y bolygó pillanatnyi távolságát. Mindkét bolygó felszínén gondoskodni kell olyan nyereségű antennákról, hogy a legnagyobb távolság esetén is megfelelő jelszintet biztosítson, illetve behatárolni azt az időintervallumot, amikor nem valósítható meg a kommunikáció. X-Y bolygó távolságának ismerete  abból a szempontból is fontos, hogy mennyi jelkéséssel kell számolni. Ez lehet akár több perc, vagy akár órányi is.
- X-Y bolygó pillanatnyi távolsága állandóan változik, egymáshoz képesti relatív sebességük elegendően nagy ahhoz, hogy a doppler-hatás következtében a kommunikációra használt frekvencia számottevően eltolódjon. A bolygók egymáshoz képesti relatív sebessége időben szintén változik, így a forrásjel frekvenciája a célhelyen a relatív sebesség függvényében változik. Ez a frekvenciaeltolódás akár 100 kHz körüli is lehet.

- Egy bolygó vagy hold felszínére telepített kommunikációs eszköz átviteli frekvenciáját kis mértékben módosítja a gravitációs idődilatáció is. Ha a Föld felszínén egy oszcillátor frekvenciája 1400000000 Hz, akkor a Jupiter felszínén ugyanennek az oszcillátornak a frekvenciája 1400000027 Hz lenne. Ugyanennek az oszcillátornak a frekvenciája gravitációs forrásoktól távol 1399999999.023 Hz lenne.

## Csillagközi tér
Jelenleg (2024) az emberiség a csillagközi térben nem végez semmilyen aktív kommunikációs tevékenységet. A Földtől legmesszebb járó ember alkotta eszközök még nem léptek ki a csillagközi térbe.
A csillagközi, és az intergalaktikus térségen keresztülhaladó rádióhullámok a passzív rádiós űrkutatásra, és a földön kívüli intelligenciától származó rádiójelek felderítésére korlátozódik.
A csillagközi tér majdnem tökéletes vákuum, a rádióhullámokra hatást a
- csillagok gravitációs tere (elhajlás)
- gravitációs lencse
- csillagködök (szórás, csillapítás)

gyakorolnak.
Különféle objektumokból származó rádiófrekvenciás sugárzások elemzése számtalan új ismerettel gazdagította az emberiséget.
A csillagrendszerek közti rádiós kommunikációt leginkább a nagy távolság miatti
- jelkésés (legközelebbi csillag kb. 4 év)
- szabadtéri csillapítás (legközelebbi csillag kb  367,8 dB)

nehezíti.

## Szabadtéri csillapítás és jelkésés a kozmikus térségben
Egy összehasonlító táblázat néhány összeköttetésre:
| Megnevezés                                               | Távolság (m)         | λ (m) | Av                                                | Av (dB) | Jelkésés (s)           | Jelkésés (óra)      | Jelkésés (év)   |
| -------------------------------------------------------- | -------------------- | ----- | ------------------------------------------------- | ------- | ---------------------- | ------------------- | --------------- |
| Bluetooth eszközök távolsága egy asztalon                | 1                    | 0,12  | 10955                                             | 40,4    | 0,0000000              | 0,0000000           | 0,0000000       |
| Wifi – Eszkoz távolsága                                  | 20                   | 0,12  | 4382044                                           | 66,4    | 0,0000001              | 0,0000000           | 0,0000000       |
| Mobiltelefon – torony                                    | 500                  | 0,35  | 321946122                                         | 85,1    | 0,0000017              | 0,0000000           | 0,0000000       |
| URH rádió – adó                                          | 20000                | 3     | 7011271111                                        | 98,5    | 0,0000667              | 0,0000000           | 0,0000000       |
| Geostacionárius összeköttetés 1400 MHz                   | 35786000             | 0,21  | 4581070807597860000                               | 186,6   | 0,1193694              | 0,0000332           | 0,0000000       |
| Geostacionárius műsorszórás 5 GHz                        | 35786000             | 0,06  | 56118117393073800000                              | 197,5   | 0,1193694              | 0,0000332           | 0,0000000       |
| Geostacionárius műsorszórás 10 GHz                       | 35786000             | 0,03  | 224472469572295000000                             | 203,5   | 0,1193694              | 0,0000332           | 0,0000000       |
| Föld – Hold összeköttetés 1400 MHz-en (Földközel)        | 363104000            | 0,21  | 471631447901981000000                             | 206,7   | 1,2111864              | 0,0003364           | 0,0000000       |
| Föld – Hold összeköttetés 1400 MHz-en (Földtávol)        | 405696000            | 0,21  | 588765211517095000000                             | 207,7   | 1,3532583              | 0,0003759           | 0,0000000       |
| EME                                                      | 726208000            | 0,21  | 1886525791607920000000                            | 212,8   | 2,4223728              | 0,0006729           | 0,0000001       |
| Föld – Mars 1400 MHz Földközel                           | 78000000000          | 0,21  | 21763557877551000000000000                        | 253,4   | 260,1803917            | 0,0722723           | 0,0000083       |
| Föld – Mars 1400 MHz Földtávol                           | 378000000000         | 0,21  | 511121664000000000000000000                       | 267,1   | 1260,8742061           | 0,3502428           | 0,0000400       |
| Föld – Jupiter 1400 MHz Földközel                        | 629000000000         | 0,21  | 1415278731464850000000000000                      | 271,5   | 2098,1213641           | 0,5828115           | 0,0000665       |
| Föld – Jupiter 1400 MHz Földtávol                        | 928000000000         | 0,21  | 3080609439056690000000000000                      | 274,9   | 3095,4795325           | 0,8598554           | 0,0000982       |
| Föld – Jupiter 23 MHz Földtávol (Jupiter-rádiósugárzása) | 928000000000         | 13    | 803875007469823000000000                          | 239,1   | 3095,4795325           | 0,8598554           | 0,0000982       |
| Föld – Szaturnusz 1400 MHz Földközel                     | 1227000000000        | 0,21  | 5385546930938780000000000000                      | 277,3   | 4092,8377008           | 1,1368994           | 0,0001298       |
| Föld – Szaturnusz 1400 MHz Földtávol                     | 1576000000000        | 0,21  | 8884911691464850000000000000                      | 279,5   | 5256,9781715           | 1,4602717           | 0,0001667       |
| Föld – Uránusz 1400 MHz Földközel                        | 2719000000000        | 0,21  | 26445945859628100000000000000                     | 284,2   | 9069,6216043           | 2,5193393           | 0,0002876       |
| Föld – Uránusz 1400 MHz Földtávol                        | 3018000000000        | 0,21  | 32582106597877600000000000000                     | 285,1   | 10066,9797726          | 2,7963833           | 0,0003192       |
| Föld – Neptunusz 1400 MHz Földközel                      | 4347000000000        | 0,21  | 67595840064000000000000000000                     | 288,3   | 14500,0533703          | 4,0277926           | 0,0004598       |
| Föld – Neptunusz 1400 MHz Földtávol                      | 4646000000000        | 0,21  | 77214542089288000000000000000                     | 288,9   | 15497,4115387          | 4,3048365           | 0,0004914       |
| Föld – α Centauri 1400 MHz                               | 4,1059570251084E+016 | 0,21  | 6030724489224430000000000000000000000             | 367,8   | 136960193,2375910      | 38044,4981216       | 4,3429792       |
| Föld – Sirius 1400 MHz                                   | 8,136228206436E+016  | 0,21  | 23680285375726700000000000000000000000            | 373,7   | 271395774,6182690      | 75387,7151717       | 8,6059036       |
| Föld – Vega 1400 MHz                                     | 2,3935648095678E+017 | 0,21  | 204942047946849000000000000000000000000           | 383,1   | 798408499,7490930      | 221780,1388192      | 25,3173674      |
| Föld – Aldebaran 1400 MHz                                | 6,14947480719E+017   | 0,21  | 1352747508280770000000000000000000000000          | 391,3   | 2051247133,7427300     | 569790,8704841      | 65,0446199      |
| Föld – Plejádok 1400 MHz                                 | 4,1911035993618E+018 | 0,21  | 62834401361560300000000000000000000000000         | 408,0   | 13980038157,6620000    | 3883343,9326839     | 443,3041019     |
| Föld – M13 (Arecibói üzenet) 1400 MHz                    | 2,3746433486226E+020 | 0,21  | 201714664542477000000000000000000000000000000     | 443,0   | 792096970106,8070000   | 220026936,1407800   | 25117,2301531   |
| Föld – Andromeda-galaxis 1400 MHz                        | 2,36518261815E+022   | 0,21  | 2001105781480420000000000000000000000000000000000 | 483,0   | 78894120528566,5000000 | 21915033480,1574000 | 2501716,1507029 |

A csillapítás és a jelkésés mértékének változását a számok hossza is jól szemlélteti.

## Kapcsolódó témájú szócikkek
- Űridőjárás
- Űrkutatás
- Rádiócsillagászat
- Műhold
- SETI